# Casapound
Casapound, av rörelsen skrivet CasaPound, är en nyfascistisk husockupationsrörelse i Rom.

## Historia
Ockupationen inleddes natten den 26–27 december 2003. Ledaren, Gianluca Iannone (sångare i fascistgruppen ZZ och ägare av den högerextrema puben Cutty Sark), och flera andra fascister bröt sig in i ett övergivet höghus (förra ägarna hade flyttat ut året före) med över 20 kontor nära Roma Termini och hade som plan att där starta en fascistisk radiokanal, "Radio Bandiera Nera". Där startade de rörelsen Casapound som med åren växte till en av de mest aktiva fascistgrupperna.
Innan Casapound så var förvisso nyfascismen i Italien synlig (inte minst under efterkrigstiden/kalla kriget i de så kallade "blyåren" då våldet från kommunisterna/vänstern var påtagligt.), men Casapound "moderniserade" rörelsen/ideologin och gjorde den attraktiv för en del människor som tidigare inte hade dragits till den. Det var med Casapound inte längre enbart MSI-veteraner, skinheads och Forza Nuova, utan nu fick de med sig hipsters och ungdomar som tillhörde "mainstream". De har sedan starten ett flertal gånger attackerats av antifascister.
Rörelsen är fortsatt kontroversiell och mycket liten, och av samhället betraktad som en extrem grupp. De syns ofta i italiensk media men har i realiteten mycket litet stöd hos folket. De ställer upp i val men har sällan kommit i närheten de nödvändiga 3 % som krävs för att hamna i parlamentet.

## Ideologi och taktik
Casapound är anhängare av den nyfascistiska idéströmningen tredje positionen, och motsätter sig både kommunism och (nyliberal) kapitalism. Gruppen är  nationalistisk och socialt medveten och hämtar huvudsakligen ideologisk inspiration ifrån Mussolini, futuristen Gabriele D’Annunzio, den traditionalisten Julius Evola, fascisten Ezra Pound och den rumänska nationalisten Corneliu Zelea Codreanu och blandar sådana fascistikoner och stil med popkulturella personer och aktivister som inte hade något direkt med fascismen att göra, såsom Yukio Mishima, Bobby Sands och Che Guevara. 
Casapound ägnar sig bland annat åt så kallat hjälparbete, såsom soppkök, för etniska italienare. De har sysslat med aktivism för "Free Tibet" men är ej accepterade av den vanliga Tibetrörelsen.